# Luddmålla
Luddmålla (Spirobassia hirsuta) är en amarantväxtart och den enda arten av släktet Spirobassia., på svenska luddmållor. Denna art beskrevs vetenskapligt första gången 1753 som Chenopodium hirsutum av Carl von Linné i Species plantarum (Chenopodium = ogräsmållor). En senare homotypisk synonym var Bassia hirsuta (Bassia = kvastmållor). Baserat på fylogenetiska undersökningar placerades arten 2011 i ett eget släkte och fick sitt nuvarande namn, Spirobassia hirsuta.

## Beskrivning

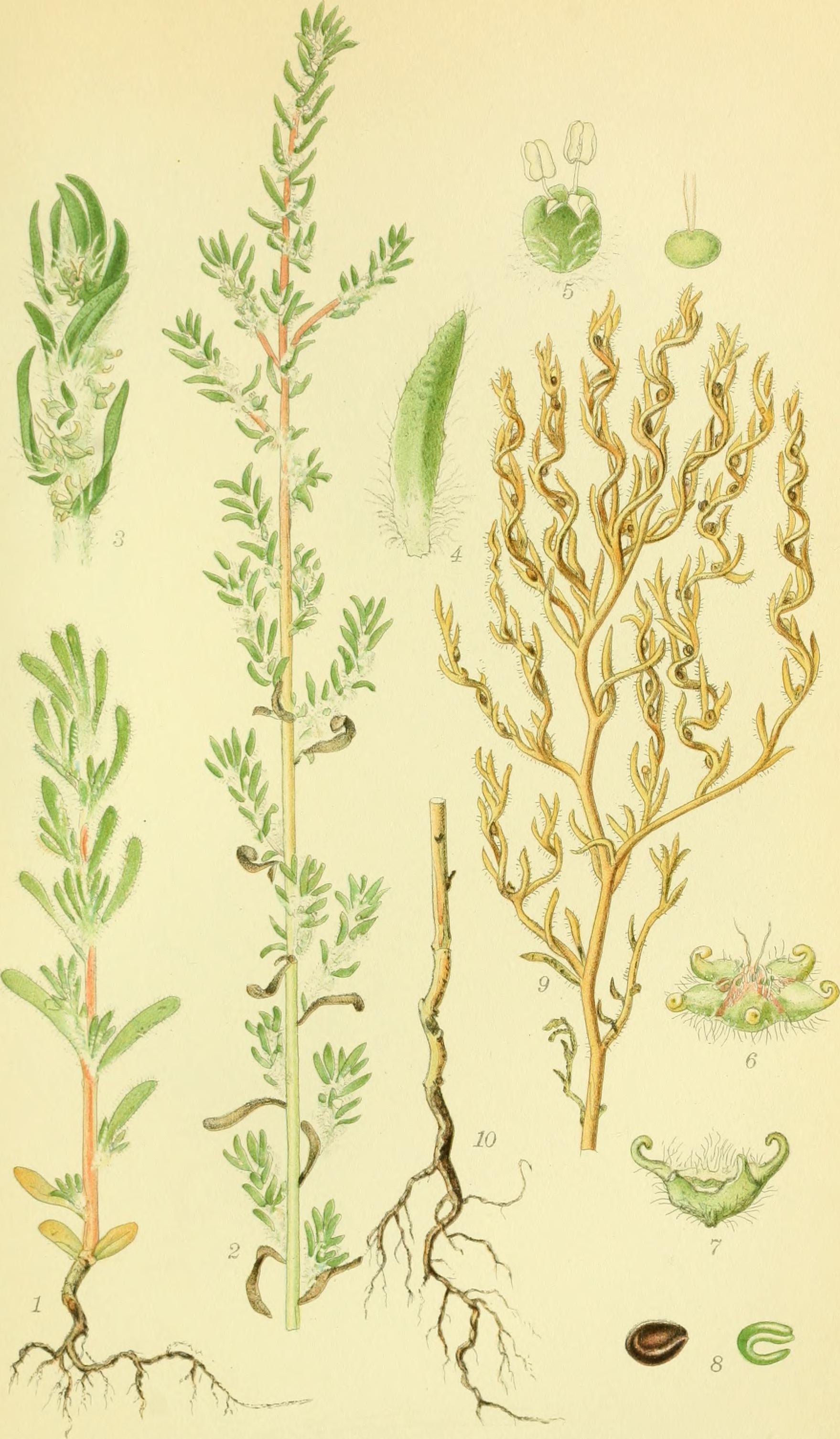
Botanisk illustration av luddmålla ur Billeder af nordens flora (1917).

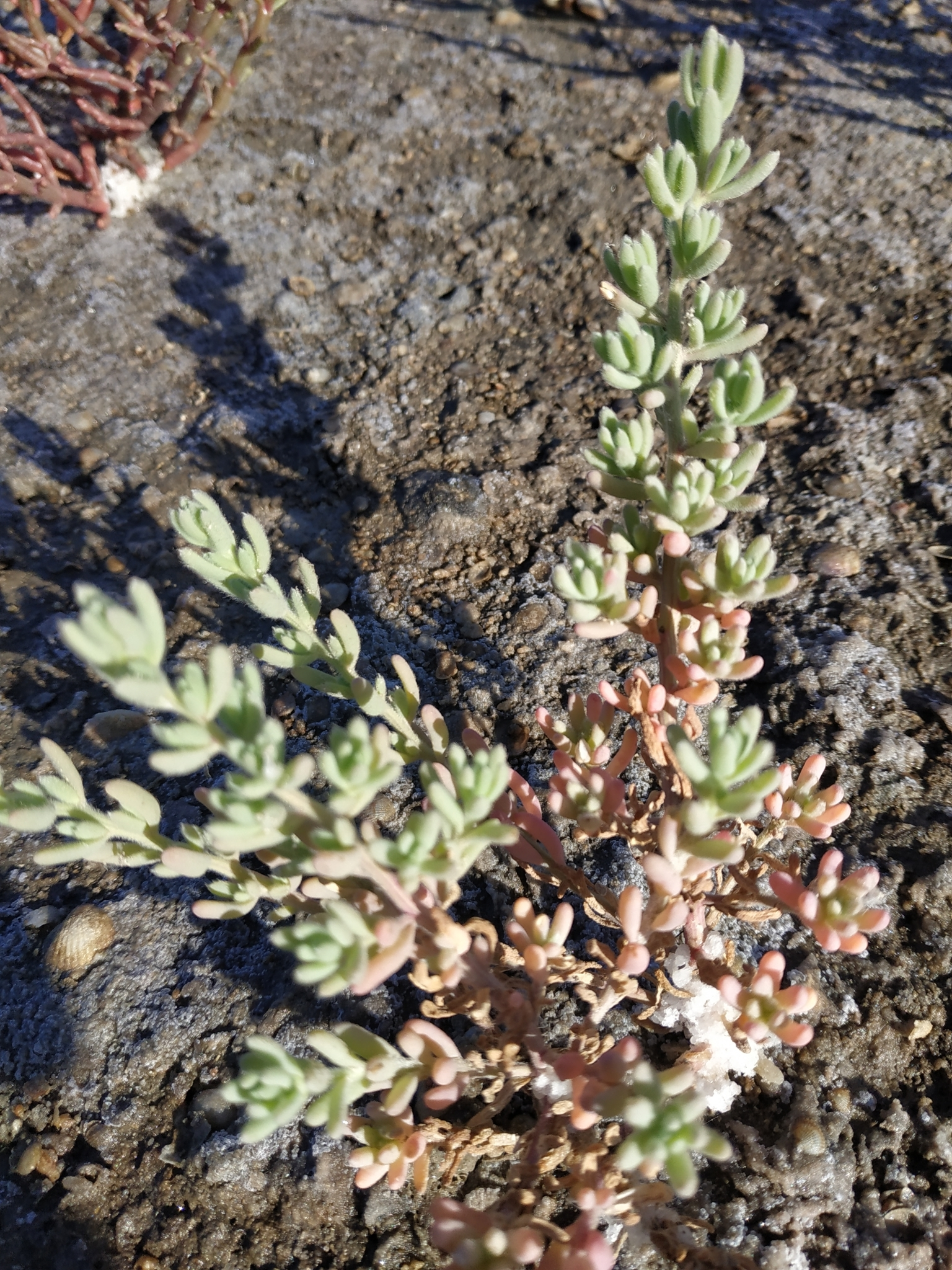
Luddmålla, Krasnodar kraj, Ryssland.

Växten är en ettårig ört med ett grenigt växtsätt som kan nå en höjd på ett par decimeter. Den har håriga stjälkar, smala och köttiga blad och oansenliga runda, gröna blommor. Unga plantor har rostfärgade hår. Grenarnas färg är grön eller grågrön till starkt röd. Blommorna sitter ett tiotal tätt tillsammans i en sicksackformad blomställning med stödblad som är längre än själva blommorna. Blomställningen är ganska kort under själva blomningen, men under fruktmognaden växer den till och blir mer utdragen. Blomning sker under sommaren, med början från midsommar och slut under sensommaren. Efter blomningen växer hyllebladen till något, så att de omsluter frukten, och blir hårda, och vid fruktmognaden blir grenarna spiralvridna. Att grenarna blir spiralvridna hör tillsammans med hårigheten till de karakteristiska kännetecken för luddmålla. Unga plantor som inte fått tydligt spiralvridna grenar kan främst förväxlas med saltört (Suaeda maritima), en annan amarantväxt som ofta växer tillsammans med luddmålla då de trivs i liknande habitat.

## Utbredning
Luddmålla är förknippad med finkorniga, salthaltiga och kväverika habitat och förekommer naturligt i kusttrakter i Europa (norra medelhavskusten, norra svartahavskusten, södra nordsjökusten och sydvästra östersjökusten) och västra Asien (runt Kaspiska havet, i norr runt Obviken, på Novaja Zemlja och Frans Josefs land) samt i salthaltiga inlandsmiljöer i Centralasien. I Sverige är luddmålla rödlistad som nationellt utdöd. Den återfanns tidigare vid Ottenby på Öland (1816–1924) och tillfälligt vid Trelleborg (1928). Men år 2020 återfanns den tillfälligt i norra Halland. Arten är också rödlistad som nationellt utdöd i Nederländerna. I Belgien betraktas den som en introducerad art. Fynd av luddmålla har även förekommit på Kanarieöarna och på Nordamerikas östkust i Maryland, Massachusetts, New Jersey, New York och Pennsylvania, där den betraktas som en introducerad art.

## Habitat
Luddmålla kan räknas som en halofyt. Exempel på växtplatser är saltfrätor och driftvallar av tång på skyddade havsstrandängar. Bestånden kan variera kraftigt mellan olika år, under gynnsamma år kan antalet individuella plantor bli många, men under ogynnsamma år få. Frön kan dock finnas kvar i marken och de kan förbli grobara mycket länge.